# Васильев, Владимир Анатольевич (оператор)
Владимир Анатольевич Васильев (род. 12 декабря 1938, Ленинград) — советский и российский оператор-постановщик.

## Биография
Владимир Анатольевич Васильев родился в Ленинграде 12 декабря 1938 года.
Окончил с отличием кинооператорский факультет Всесоюзного института кинематографии (ВГИК) в 1966 году (творческая мастерская кинооператора профессора Б. И. Волчека).
Оператор-постановщик киностудии «Ленфильм».
Доцент кафедры операторского мастерства в СПБГИКиТ. До 2015 года вел мастерскую с Александром Чировым. В 2018 году был выпущен курс совместно с Виталием Павловым. С того же года ведет мастерскую с Иваном Багаевым.
Член Союза кинематографистов СССР (Ленинградское отделение).
Награждён знаком «Житель блокадного Ленинграда».
Женат, дочь — Ольга Васильева, два внука.

## Фильмография
1. 1969 — Завтра, третьего апреля… (Режиссёр-постановщик: Игорь Масленников)
2. 1971 — Киноальманах «Шутите?». Новелла 3. Шутите? (ТВ) (Режиссёр-постановщик: Валерий Чечунов)
3. 1972 — Гонщики (Режиссёр-постановщик: Игорь Масленников)
4. 1974 — Под каменным небом (СССР/Норвегия) (Режиссёр-постановщик: Кнут Андерсен, Игорь Масленников)
5. 1974 — Царевич Проша (совместно с Эдуардом Розовским) (Режиссёр-постановщик: Надежда Кошеверова)
6. 1976 — Киноальманах «Житейское дело». Новелла 2. У тебя есть я (Режиссёр-постановщик: Сергей Потепалов)
7. 1977 — Прыжок с крыши (Режиссёр-постановщик: Владимир Григорьев)
8. 1980 — Крик гагары (Режиссёр-постановщик: Сергей Линков)
9. 1980 — Эндшпиль (короткометражный) (Режиссёр-постановщик: Виктор Бутурлин)
10. 1982 — Прозрачное солнце осени (короткометражный) (Режиссёр-постановщик: Виктор Бутурлин)
11. 1982 — Таможня (Режиссёр-постановщик: Александр Муратов)
12. 1984 — Аплодисменты, аплодисменты… (Режиссёр-постановщик: Виктор Бутурлин)
13. 1986 — Киноальманах «Исключения без правил». Новелла 4. Экскурсант (Режиссёр-постановщик: Виктор Бутурлин)
14. 1987 — Садовник (Режиссёр-постановщик: Виктор Бутурлин)
15. 1989 — Торможение в небесах (Режиссёр-постановщик: Виктор Бутурлин)
16. 1990 — Самое ценное (короткометражный) (Режиссёр-постановщик: Тамара Лапигина)
17. 1992 — Трава и вода (короткометражный) (Режиссёр-постановщик: Виктор Тихомиров)
18. 1993 — Необыкновенные приключения Ибикуса в Петербурге (документальный) (Режиссёр-постановщик: Роман Ершов)
19. 1993 — Представление для… (Режиссёр-постановщик: Юрий Кияшко)
20. 1994 — На кого Бог пошлёт (совместно с Михаилом Левитиным) (Режиссёр-постановщик: Владимир Зайкин)
21. 1998 — Содержанка (короткометражный) (Режиссёр-постановщик: Виктор Бутурлин)
22. 1998 — Улицы разбитых фонарей. Серия 13. Отсутствие доказательств; (ТВ) (Режиссёр-постановщик: Виктор Бутурлин)
23. 1998 — Улицы разбитых фонарей. Серия 15. Попутчики; (ТВ) (Режиссёр-постановщик: Виктор Бутурлин)
24. 1999 — Улицы разбитых фонарей 2. Серия 18. Раритет (ТВ) (Режиссёр-постановщик: Виталий Аксёнов)
25. 1999 — Улицы разбитых фонарей 2. Серия 20. Рождество (ТВ) (Режиссёр-постановщик: Виталий Аксёнов)
26. 1999 — Улицы разбитых фонарей 2. Серия 21. Собака Сталина (ТВ) (Режиссёр-постановщик: Валерий Наумов)
27. 1999 — Улицы разбитых фонарей 2. Серия 22. Заказчик (ТВ) (Режиссёр-постановщик: Виталий Аксёнов)
28. 2000 — Улицы разбитых фонарей 3. Серии 11 и 12. Прощай, обезьяна, или Призрак опера (ТВ) (Режиссёр-постановщик: Виталий Аксёнов)
29. 2000 — Улицы разбитых фонарей 3. Серия 5. Труп из зоопарка (ТВ) (Режиссёр-постановщик: Виталий Аксёнов)
30. 2001 — Улицы разбитых фонарей 3. Серия 19. Не пожелаю зла (ТВ) (Режиссёр-постановщик: Виталий Аксёнов)
31. 2002 — Время любить (ТВ) (Режиссёр-постановщик: Виктор Бутурлин)
32. 2003 — Улицы разбитых фонарей 5. Серия 10. Белый карлик (ТВ) (Режиссёр-постановщик: Виталий Аксёнов)
33. 2003 — Улицы разбитых фонарей 5. Серия 15. Налог на убийство (ТВ) (Режиссёр-постановщик: Надежда Якушева)
34. 2003 — Улицы разбитых фонарей 5. Серия 16. Крайние обстоятельства (ТВ) (Режиссёр-постановщик: Влад Фурман)
35. 2004 — Улицы разбитых фонарей 6. Серия 23. Несчастный случай (ТВ) (Режиссёр-постановщик: Андрей Красавин)
36. 2004 — Улицы разбитых фонарей 6. Серия 3. Портрет баронессы (ТВ) (Режиссёр-постановщик: Игорь Москвитин)
37. 2004 — Улицы разбитых фонарей 6. Серия 6. Его звали не Никита (ТВ) (Режиссёр-постановщик: Евгений Аксёнов)
38. 2005 — Улицы разбитых фонарей 7. Серия 16. Метод Фрейда (ТВ) (Режиссёр-постановщик: Виталий Аксёнов)
39. 2005 — Улицы разбитых фонарей 7. Серия 2. Високосный год (ТВ) (Режиссёр-постановщик: Андрей Морозов)
40. 2005 — Улицы разбитых фонарей 7. Серия 8. Инстинкт Леопольда (ТВ) (Режиссёр-постановщик: Игорь Москвитин)
41. 2006 — Улицы разбитых фонарей 8. Серия 1. Алиби (ТВ) (Режиссёр-постановщик: Игорь Москвитин)
42. 2006 — Улицы разбитых фонарей 8. Серия 2. Сетевой маркетинг (ТВ) (Режиссёр-постановщик: Игорь Москвитин)
43. 2006 — Улицы разбитых фонарей 8. Серия 9. Черви — козыри (ТВ) (Режиссёр-постановщик: Игорь Москвитин)
44. 2008 — Гаишники. Фильм 2. За пределами полномочий (ТВ) (Россия/Украина) (Режиссёр-постановщик: Игорь Москвитин)
45. 2008 — Гаишники. Фильм 3. Криминальный профессор (ТВ) (Россия/Украина) (Режиссёр-постановщик: Игорь Москвитин)
46. 2008 — Гаишники. Фильм 4. Авария (ТВ) (Россия/Украина) (Режиссёр-постановщик: Игорь Москвитин)
47. 2008 — Дорожный патруль 2. Фильм 3. Строительный бум (ТВ) (Режиссёр-постановщик: Игорь Москвитин)
48. 2008 — Дорожный патруль 2. Фильм 6. Новые технологии (ТВ) (Режиссёр-постановщик: Алексей Лебедев)
49. 2008 — Дорожный патруль 2. Фильм 7. Пуля для инкассатора (ТВ) (Режиссёр-постановщик: Игорь Москвитин)
50. 2008 — Дорожный патруль 2. Фильм 8. Свадебный переполох (ТВ) (Режиссёр-постановщик: Алексей Лебедев)
51. 2008 — Улицы разбитых фонарей 9. Серия 9. Прыжок кенгуру (ТВ) (Режиссёр-постановщик: Игорь Москвитин)
52. 2008 — Улицы разбитых фонарей 9. Серия 16. Контрольный выстрел (ТВ) (Режиссёр-постановщик: Игорь Москвитин)
53. 2008 — Улицы разбитых фонарей 9. Серия 21. Фото на память (ТВ) (Режиссёр-постановщик: Игорь Москвитин)
54. 2009 — Личное дело капитана Рюмина (ТВ) (Режиссёр-постановщик: Игорь Москвитин, Сергей Пикалов, Армен Арутюнян-Елецкий)
55. 2009 — Улицы разбитых фонарей 10. Серия 12. Похититель с велосипедом (ТВ) (Режиссёр-постановщик: Надежда Якушева)
56. 2009 — Улицы разбитых фонарей 10. Серия 21. Два Червонца (ТВ) (Режиссёр-постановщик: Павел Мальков)
57. 2009 — Улицы разбитых фонарей 10. Серия 22. Товарищ по партии (ТВ) (Режиссёр-постановщик: Павел Мальков)
58. 2010 — Цвет пламени (ТВ) (Режиссёр-постановщик: Игорь Москвитин)
59. 2011 — Отставник 3 (ТВ) (Режиссёр-постановщик: Игорь Москвитин)
60. 2011 — Улицы разбитых фонарей 11. Серия 22. Старшая сестра (ТВ) (Режиссёр-постановщик: Валерий Захарьев)
61. 2011 — Улицы разбитых фонарей 11. Серия 25. Приходящая сестра (ТВ) (Режиссёр-постановщик: Валерий Захарьев)
62. 2011 — Честь (Режиссёр-постановщик: Игорь Москвитин)